# Sénat Koschnick II
Le sénat Koschnick II (Senat Koschnick II) était le gouvernement du Land de Brême du 15 décembre 1971 au 3 novembre 1975, durant la 8e législature du Bürgerschaft. Dirigé par le président du Sénat social-démocrate Hans Koschnick, il était soutenu par le seul Parti social-démocrate d'Allemagne (SPD), qui disposait de la majorité absolue au parlement régional.
Il fut formé à la suite des élections régionales du 10 octobre 1971, au cours desquelles le SPD a retrouvé sa majorité absolue, perdue en 1967, et succédait au sénat Koschnick I, constitué d'une coalition sociale-libérale jusqu'au 1er juin 1971.
Le SPD a de nouveau remporté les élections régionales, ce qui a permis à Koschnick de former son troisième Sénat.

## Composition
| Portefeuille                                                             | Nom           | Nom                                      | Parti |
| ------------------------------------------------------------------------ | ------------- | ---------------------------------------- | ----- |
| Président du Sénat Maire de Brême                                        |               | Hans Koschnick                           | SPD   |
| Sénateur pour l'Intérieur                                                |               | Helmut Fröhlich                          | SPD   |
| Sénateur pour l'Administration de la justice et les Prisons              |               | Wolfgang Kahrs                           | SPD   |
| Sénateur pour les Finances                                               |               | Oskar Schulz                             | SPD   |
| Sénateur pour les Travaux publics                                        |               | Hans Stefan Seifriz                      | SPD   |
| Sénateur pour les Ports, la Navigation et les Transports                 |               | Oswald Brinkmann                         | SPD   |
| Sénateur pour l'Économie, le Travail et le Commerce extérieur            |               | Karl-Heinz Jantzen                       | SPD   |
| Sénateur pour la Santé et la Protection de l'environnement               |               | Albert Müller                            | SPD   |
| Sénateur pour l'Éducation, la Science et la Culture                      |               | Moritz Thape                             | SPD   |
| Sénateur pour le Bien-être social et la Jeunesse Vice-président du Sénat |               | Annemarie Mevissen (jusqu'au 05.03.1975) | SPD   |
| Sénateur pour le Bien-être social et la Jeunesse Vice-président du Sénat | Walter Franke |                                          | SPD   |
| Sénateur pour les Affaires fédérales                                     |               | Karl Wilms                               | SPD   |